# Dénouement
Le dénouement est la scène finale d'une pièce de théâtre où il y a la solution du problème (il n’y a pas toujours de dénouement dans une nouvelle). C'est aussi la dernière partie de l’action racontée ou représentée dans une œuvre littéraire, épopée, pièce de théâtre ou roman. C’est la fin d’une intrigue, d’une enquête, le résultat final d’une histoire.
Le nom de dénouement répond à celui de nœud, qui a été donné à cette partie centrale de l’action où les situations se compliquent, où les obstacles à l’accomplissement du dessein annoncé se multiplient, où les intérêts en jeu sont menacés et compromis, où tous les ressorts de l’intérêt sont tendus et les fils de l’intrigue mêlés. Le dénouement débrouille tous ces fils ou les tranche et les brise, il satisfait la curiosité excitée et complète l’impression générale. Il est la dernière réponse à cette série de questions dans lesquelles se traduit tout l’intérêt d’une lecture ou d’un spectacle. Le dénouement, c’est tour à tour la mort du héros principal ou son triomphe, l’achèvement d’une œuvre ou la consommation d’une catastrophe, c’est la vertu récompensée ou malheureuse, l’innocence sauvée ou opprimée, ce sont toutes nos sympathies trompées ou satisfaites par l’événement définitif.
Qu’il soit heureux ou malheureux, le dénouement simplifie les données initiales en apportant une solution.
Il est essentiel que le dénouement, dans quelque genre que ce soit, soit en rapport avec la suite de l’intrigue, le caractère des personnages et la nature de l’action.

## Au théâtre
Au théâtre, le moment où toutes les problématiques qui se sont créées tout au long de la pièce se « dénouent » en laissant place à leurs solutions s’appelle le badinage.
Dans le théâtre classique, le dénouement doit répondre à 3 exigences :
- il doit être nécessaire, c’est-à-dire qu’il ne peut pas être le fruit du hasard, ni amené par un deus ex machina ;
- il doit être complet, c’est-à-dire que le sort de tous les personnages doit être fixé ;
- il doit être rapide et simple, c’est-à-dire qu’il doit se situer le plus près possible de la fin de la pièce, soit juste avant l’épilogue.

Classiquement, dans la comédie et dans la tragi-comédie, le dénouement est heureux, tandis que dans la tragédie, il est malheureux. D’après Aristote, la poétique distingue plusieurs espèces de dénouements : les malheureux, les heureux et les mixtes, et les uns et les autres ont été recommandés de préférence, suivant les genres et les sujets. Les Grecs pensaient que les dénouements malheureux conviennent presque exclusivement à la tragédie, dont la fable et les développements ne tendent qu’à effrayer et à attendrir ; les dénouements heureux étaient réservés à la comédie. Cependant plusieurs chefs-d’œuvre grecs, comme Philoctète, les Trachiniennes, Ajax, Iphigénie en Aulide, etc., avaient des dénouements heureux ; c’était, suivant Aristote, par condescendance des poètes pour la faiblesse des spectateurs, désireux de se reposer sur des émotions agréables, alors même qu’elles ne s’accordaient pas avec le but de l’austère tragédie. Les dénouements heureux se faisaient souvent, au théâtre comme dans l’épopée, au moyen d’une intervention des dieux qui détournaient les événements de leur cours naturel, et tiraient ainsi le poète d’embarras. C’est le deus ex machina, moyen commode et dangereux, dont Horace conseille sagement de ne pas abuser :
Nec Deus intersit, nisi dignus vindice nodus.
Un fait assez général est que la tragédie se dénoue par la mort d’un de ses héros, et la comédie par un mariage ; mais il n’en faut pas faire une règle, sous peine de revenir à ce système de composition artificielle, dont Rivarol se moquait en réduisant la tragédie et la comédie à ces deux cadres :
Pour la tragédie :
1er ACTE. Le héros mourra.
2e ACTE. Il ne mourra pas.
3e ACTE. Il mourra.
4e ACTE. Il ne mourra pas.
5e ACTE. Il meurt.
Pour la comédie :
1er ACTE. L’amoureux se mariera.
2e ACTE. Il ne se mariera pas.
3e ACTE. Il se mariera.
4e ACTE. Il ne se mariera pas.
5e ACTE. Il se marie.

## En finance
Le dénouement d'une valeur mobilière est le processus métier où une valeur mobilière ou bien ses intérêts sont livrés, généralement en échange d'un paiement d'argent, pour remplir des obligations contractuelles, telles que celles survenant lors de la transaction d'une valeur mobilière.